# Маме снова 17
«Маме снова 17» — российский фантастический фильм режиссёра Анны Курбатовой. Выход в широкий прокат состоялся 19 сентября 2024 года.

## Сюжет
В 2005 году семнадцатилетняя Оля, не желая становиться матерью, отправляется к знахарке. Та предлагает ей решение — задуть свечу. Оля соглашается и неожиданно переносится в 2024 год. Там она оказывается в теле взрослой Ольги Васильевны — директора школы и матери подростка Ивана, которого она изначально не узнаёт. Ситуация осложняется тем, что Ольга сохраняет сознание своей юной версии.
В школе она встречает своего бывшего одноклассника Ласточкина, который устроился работать психологом. Между ними вспыхивает симпатия, но жизнь Ольги остаётся сложной: Иван попадает в полицию, его конфликт с одноклассником Мерцаловым перерастает в драку, а завуч Загнобина плетёт интриги, чтобы занять место директора.
Пытаясь разобраться, как вернуться обратно в своё время, Ольга обращается к прошлым знакомым. На улице она встречает подругу из 2005 года, но та её не узнаёт и уходит. Затем она отправляется к бывшему парню, отцу Ивана, которого Иван не знает. В ходе разговора с ним она узнаёт, что они расстались из-за того, что тот изменял ей. Позже Ольга узнаёт, что знахарка, которая, как она думала, может помочь ей вернуться, уже давно умерла.
Привыкая к новой реальности, Ольга всё больше времени проводит с сыном, который объясняет ей, кто есть кто в школе, и даёт советы, как себя вести. Просматривая альбом, Ольга видит фото одноклассника Ивана, Петра Мерцалова, и влюбляется в него. Она предлагает устроить дома вечеринку, чтобы познакомиться с его одноклассниками.
События на вечеринке накаляются: Мерцалов пытается использовать её доверие в своих целях, а конфликт между ним и Иваном перерастает в драку. На фоне этих событий Иван узнаёт, кто его настоящий отец.
Тем временем Загнобина пытается подставить Ольгу перед проверкой из Департамента образования. Иван объединяет одноклассников, чтобы помочь матери, но её слова о том, что было бы лучше, если бы он не родился, ранят подростка. Тем не менее, на открытом уроке Ольга блестяще справляется с ситуацией, завоёвывая уважение коллег и учеников.
В финале на свой день рождения она снова задувает свечу и возвращается в 2005 год. Знахарка объясняет, что показала ей будущее, чтобы помочь принять важное решение. Ольга осознаёт, что хочет сохранить ребёнка. В 2024 году она счастлива и уверена в себе, у неё хорошие отношения с сыном и симпатия к Ласточкину.

## В ролях
| Актёр               | Роль                       |
| ------------------- | -------------------------- |
| Светлана Ходченкова | Ольга Васильевна Глаголина |
| Константин Крюков   | Ласточкин                  |
| Сергей Жарков       | военком Степан Макарыч     |
| Олег Савостюк       | Иван                       |
| Антон Шаврин        | «андроид» Козлов           |
| Глеб Шевнин         | Пётр Мерцалов              |
| Анастасия Зайцева   | Челедяйкина                |
| Эра Зиганшина       | знахарка                   |
| Анатолий Кот        | Владыгин                   |
| Анастасия Обжигина  | Тропинкина                 |
| Елена Муравьёва     | Загнобина                  |
| Екатерина Чаннова   | Ольга Глаголина в юности   |
| Алексей Ведерников  | Икота, отец Ивана          |

## Производство
Съёмки начались в октябре 2023 года в Санкт-Петербурге, а изначальное название проекта было «Мама из прошлого».
Фильм снят при финансовой поддержке Фонда Кино и START. Над созданием фильма работали кинокомпании «All Media Company» и «Смарт Фильм».
20 августа 2024 года был опубликован первый трейлер фильма.
17 сентября 2024 года проходила закрытая премьера фильма в киноцентре «КАРО Октябрь 11», а выход в широкий прокат состоялся 19 числа того же года.

## Восприятие
Согласно агрегатору рецензий «Критиканство», фильм получил средние отзывы со средней оценкой 50/100 на основании 3 рецензий.
Российский критик Алексей Литовченко дал фильму среднюю оценку, сказав: «„Маме снова 17“ как минимум собственное существование оправдывает наличием несомненной общественной пользы. Следует также добавить, что кино это как таковое не самое стыдное».
Виктория Мельникова из Metro Москва заявила в своей рецензии: «До комедии на все времена фильм явно недотягивает. Мило, но не больше».
На Кинопоиске фильм получил 7.6 балла из 10.